# Gō Ōiwa
Gō Ōiwa (大岩 剛 Ōiwa Gō?,  23 de junio de 1972, Shizuoka) es un exfutbolista y actual entrenador japonés. Jugaba de defensa y actualmente se desempeña como entrenador de la Selección Sub-23 de Japón.

## Trayectoria

### Clubes como futbolista
| Club                 | País  | Año         |
| -------------------- | ----- | ----------- |
| Nagoya Grampus Eight | Japón | 1995 - 2000 |
| Júbilo Iwata         | Japón | 2000 - 2002 |
| Kashima Antlers      | Japón | 2003 - 2010 |

### Selección nacional como futbolista
| Selección | País  | Año         |
| --------- | ----- | ----------- |
| Sub-20    | Japón | 1992        |
| Absoluta  | Japón | 2000 - 2002 |

### Clubes como entrenador
| Club                        | País  | Año             |
| --------------------------- | ----- | --------------- |
| Kashima Antlers (asistente) | Japón | 2011 - 2017     |
| Kashima Antlers             | Japón | 2017 - 2020     |
| Sub-23                      | Japón | 2021 - presente |

## Palmarés

### Como futbolista

#### Títulos nacionales
| Título             | Club                 | País  | Año  |
| ------------------ | -------------------- | ----- | ---- |
| Copa del Emperador | Nagoya Grampus Eight | Japón | 1995 |
| Supercopa de Japón | Nagoya Grampus Eight | Japón | 1996 |
| Copa del Emperador | Nagoya Grampus Eight | Japón | 1999 |
| J1 League          | Júbilo Iwata         | Japón | 2002 |
| J1 League          | Kashima Antlers      | Japón | 2007 |
| Copa del Emperador | Kashima Antlers      | Japón | 2007 |
| J1 League          | Kashima Antlers      | Japón | 2008 |
| Supercopa de Japón | Kashima Antlers      | Japón | 2009 |
| J1 League          | Kashima Antlers      | Japón | 2009 |
| Supercopa de Japón | Kashima Antlers      | Japón | 2010 |
| Copa del Emperador | Kashima Antlers      | Japón | 2010 |

#### Títulos internacionales
| Título               | Club (*)        | Sede  | Año  |
| -------------------- | --------------- | ----- | ---- |
| Copa de Campeones A3 | Kashima Antlers | Tokio | 2003 |

(*) Incluyendo la selección

#### Distinciones individuales
| Distinción        | Año  |
| ----------------- | ---- |
| J. League Best XI | 2001 |

### Como entrenador

#### Títulos internacionales
| Título                      | Club (*)        | Sede    | Año  |
| --------------------------- | --------------- | ------- | ---- |
| Liga de Campeones de la AFC | Kashima Antlers | Teherán | 2018 |

(*) Incluyendo la selección